# Division I i ishockey för damer 1988/1989
Division I i ishockey för damer 1988/1989 var den femte säsongen med en nationell division för svensk damishockey. Den spelades i två serier, Division I Stockholm och Division I södra. Stockholmsserien vanns som vanligt av Nacka HK, men efter en svit på 98 segrar i följd tvingades Nacka till oavgjort av FoC Farsta i den sista seriematchen. I söder hade Diö GoIF lagt ner sitt lag och spelarna förstärkte istället Alvesta SK som gick segrande ur serien med 90–0 i målskillnad.

## Division I Stockholm
| Nr | Lag                  | S  | V  | O | F  | GM  | IM  | MS   | P  |
| -- | -------------------- | -- | -- | - | -- | --- | --- | ---- | -- |
| 1  | Nacka HK             | 14 | 13 | 1 | 0  | 133 | 9   | +124 | 27 |
| 2  | Södertälje SK        | 14 | 10 | 1 | 3  | 54  | 31  | +23  | 21 |
| 3  | FoC Farsta           | 14 | 7  | 3 | 4  | 45  | 37  | +8   | 17 |
| 4  | Brynäs IF            | 14 | 7  | 1 | 6  | 63  | 54  | +9   | 15 |
| 5  | Vallentuna BK        | 14 | 5  | 2 | 7  | 26  | 39  | −13  | 12 |
| 6  | IFK Lidingö Ishockey | 14 | 5  | 0 | 9  | 27  | 55  | −28  | 10 |
| 7  | Danderyds HC         | 14 | 5  | 0 | 9  | 31  | 66  | −35  | 10 |
| 8  | Bålsta-Bro HC        | 14 | 0  | 0 | 14 | 18  | 106 | −88  | 0  |

## Division I Södra
| Nr | Lag            | S | V | O | F | GM | IM | MS  | P  |
| -- | -------------- | - | - | - | - | -- | -- | --- | -- |
| 1  | Alvesta SK     | 8 | 8 | 0 | 0 | 90 | 0  | +90 | 16 |
| 2  | Härryda HC     | 8 | 5 | 1 | 2 | 27 | 18 | +9  | 11 |
| 3  | Trelleborgs IF | 8 | 2 | 3 | 3 | 13 | 47 | −34 | 7  |
| 4  | Partille HK    | 8 | 1 | 2 | 5 | 7  | 27 | −20 | 4  |
| 5  | Veddige HK     | 8 | 0 | 2 | 6 | 6  | 51 | −45 | 2  |